# Rossel, Buchholz und Streetzer Busch nördlich Roßlau
Rossel, Buchholz und Streetzer Busch nördlich Roßlau bezeichnet ein FFH-Gebiet in der kreisfreien Stadt Dessau-Roßlau und der Stadt Coswig (Anhalt) im Landkreis Wittenberg in Sachsen-Anhalt.

## Allgemeines
Das FFH-Gebiet besteht aus circa 203 Hektar großen, flächenhaften Teilen sowie linienhaften Teilen mit einer Gesamtlänge von circa 21 Kilometern (beim Bundesamt für Naturschutz ist die Größe mit 220 Hektar angegeben). Es überschneidet sich mit den Landschaftsschutzgebieten „Roßlauer Vorfläming“ und „Spitzberg“. Ein rund 40 Hektar großer Teil des FFH-Gebietes ist als Naturschutzgebiet „Buchholz“ ausgewiesen. Zwischen Hundeluft und Bräsen überlagert es sich mit dem Naturdenkmal „Erlenbruchwald zwischen Hundeluft und Bräsen“. Im Süden grenzt das FFH-Gebiet an das FFH-Gebiet „Dessau-Wörlitzer Elbauen“ bzw. EU-Vogelschutzgebiet „Mittlere Elbe einschließlich Steckby-Lödderitzer Forst“. Es ist durch die Landesverordnung zur Unterschutzstellung der Natura 2000-Gebiete im Land Sachsen-Anhalt (N2000-LVO LSA) seit dem 21. Dezember 2018 rechtlich gesichert. Zuständige untere Naturschutzbehörden die Stadt Dessau-Roßlau und der Landkreis Wittenberg.

## Beschreibung
Das FFH-Gebiet liegt nördlich und nordöstlich von Roßlau. Der größte Teil des FFH-Gebietes liegt im Naturpark Fläming, nur ein kleiner Teil im Biosphärenreservat Mittelelbe. Es umfasst die Rossel ab der Bundesautobahn 9 bis zu ihrem Eintritt in das FFH-Gebiet „Dessau-Wörlitzer Elbauen“ bzw. EU-Vogelschutzgebiet „Mittlere Elbe einschließlich Steckby-Lödderitzer Forst“ kurz vor der Einmündung in die Elbe bei Roßlau sowie teilweise angrenzende Niederungsflächen südlich von Hundeluft, östlich von Thießen, das nordöstlich von Mühlstedt liegende Naturschutzgebiet „Buchholz“ sowie ein flächiger Bereich nordwestlich von Meinsdorf, der vom Schäferwiesengraben durchflossen wird und über den Streetzer Hauptgraben mit der Rossel verbunden ist.
Die Rossel verläuft relativ naturnah und wird vielfach von Auwaldstrukturen bzw. Einzelgehölzen und feuchten Hochstaudenfluren begleitet. Sie verfügt über Wasservegetation mit Schmalblättrigem Merk, Sumpfwasserstern, Einfachem Igelkolben, Alpenlaichkraut, Berchtolds Zwerglaichkraut, Gewöhnlichem Wasserhahnenfuß und Bachbunge sowie Quellmoos und vereinzelt Wasserfeder. Auf in das FFH-Gebiet einbezogene Feuchtgrünlandbrachen haben sich flächig Hochstaudenfluren unter anderem mit Sumpfstorchschnabel, Geflügeltem Johanniskraut, Echtem Baldrian, Rosenrotem Weidenröschen, Sumpfhaarstrang und Sumpfkratzdistel ausgebildet. Auf bewirtschafteten Grünländern sind kräuterreiche Hahnenfuß-Rasenschmielen- und Labkraut-Fuchsschwanz-Wiesen unter anderem mit Scharfem Hahnenfuß, Kümmelsilge, Großem Wiesenknopf, Wiesenschaumkraut und Kuckuckslichtnelke ausgebildet. Teilweise sind Feuchtwiesen unter anderem mit Sumpfkratzdistel, Sumpfdotterblume und Bachnelkenwurz zu finden. Die bachbegleitenden Wälder sind als Erlen-Eschen-Wälder und Erlenbrüche sowie Eichen-Hainbuchenwälder ausgebildet.
In der Bachniederung nordwestlich von Meinsdorf befindet sich ein kleines Stillgewässer mit Gemeinem Wasserhahnenfuß und Weißer Seerose.
Das FFH-Gebiet ist Lebensraum für Biber und Fischotter. Es ist in Verbindung mit den angrenzenden Waldgebieten Jagdrevier verschiedener Fledermäuse, darunter Großer und Kleiner Abendsegler, Braunes Langohr, Große und Kleine Bartfledermaus, Wasser-, Zwerg- und Mückenfledermaus. Die Rossel beherbergt Vorkommen des Bachneunauges. Weiterhin sind Äsche und Elritze im FFH-Gebiet heimisch. Das Gebiet beherbergt unter anderem auch die Grüne Flussjungfer.